# پارک ملی آرئویک
پارک ملی آرئویک (ارمنی: Արևիկ ազգային պարկ; انگلیسی: Arevik National Park) یکی از چهار پارک حفاظت‌شده ملی جمهوری ارمنستان است. مساحت این پارک ۳۴۴ کیلومتر مربع می‌باشد. این پارک ملی در جنوب استان سیونیک ارمنستان واقع شده است. پارک ملی آرئویک در سال ۲۰۰۹ میلادی ایجاد شده است.